# Trichogramma euproctidis
Trichogramma euproctidis är en stekelart som först beskrevs av Girault 1911.  Trichogramma euproctidis ingår i släktet Trichogramma och familjen hårstrimsteklar. Inga underarter finns listade i Catalogue of Life.